# Historiae Alexandri Magni Macedonis
Historiae Alexandri Magni Macedonis (en español: Historias de Alejandro Magno de Macedonia) es la única biografía antigua en latín de Alejandro Magno. Fue escrito por el historiador romano Quinto Curcio Rufo en el siglo I; sin embargo, el manuscrito más antiguo de este texto que se conserva data del siglo IX. El texto original contenía diez libros, equivalentes a nuestros capítulos. Faltan los libros I y II, junto con cualquier introducción que pudiera esperarse de acuerdo con la antigua costumbre. Hay lagunas en los libros V, VI y X. Muchos lugares son oscuros, sujetos a interpretación o enmienda en nombre de la restauración. Los diez libros se dividen en dos pentadas: el libro quinto termina con la muerte de Darío III y el libro décimo cuenta la muerte de Alejandro. Además, los momentos de máxima tensión culminan en el final de cada uno de los libros. La obra de Curcio empezó a ser famosa en la Alta Edad Media, en el siglo X y siglo XI, con los primeros manuscritos de la obra. A finales del siglo XII, influyó en el poema Alexandreis de Gautier de Châtillon y de ahí en el Libro de Alexandre del mester de clerecía español del siglo XIII. En el Renacimiento volvió a ser objeto de estudio. Su presencia como libro escolar fue notable hasta el siglo XVIII. 

## Argumento
En los primeros libros conservados de esta obra se narran los hechos relativos a las campañas de Alejandro Magno en contra del rey persa Darío III, mientras que en los restantes se cuenta el viaje del rey macedonio y sus tropas hasta los confines de la India, el deseo de vuelta a casa de su ejército, la muerte de Alejandro en Babilonia y las disputas entre sus generales, por el reparto de los territorios anexionados al Reino de Macedonia, después de la muerte de Alejandro. En lo que queda de su trabajo, Curcio principalmente no identifica fuentes. Tal vez se indicaron en los libros que faltan. Sin embargo, menciona a Clitarco de Alejandría, dos veces, Ptolomeo I una vez y a Timágenes una vez.
Se ha estudiado la forma en la que Homero es el modelo para algunos episodios: Alejandro es comparado con Aquiles y Roxana con Briseida, por ejemplo. También se ha visto cómo esta obra representa bien el modelo de la historiografía helenística en el que se presenta un gusto por la retórica (intensificación del pathos en algunas escenas) y un tono moralizante (en tanto Alejandro se presenta como un héroe destrozado por su propia buena fortuna).

## Ediciones
La Historiae sobrevive en ciento veinti tres códices o manuscritos encuadernados, todos derivados de un original de la segunda mitad del siglo IX, París, BnF lat. 5716, que fue copiado durante el Renacimiento carolingio para cierto conde Conrado por el escriba Haimo en la región del Loira. Como era un texto parcial, ya faltaban piezas grandes, también son parciales. Varían en condición. Algunos son más parciales que otros, con lagunas que se desarrollaron desde el siglo IX. 
La Edición príncipe de la obra fue publicada en 1471 en Venecia por Vendelino de Espira. Posteriormente apareció, en un flujo lento pero constante de ediciones; hasta que se percibió una necesidad de estandarización. En 1867 Edmund Hedicke instigó una convención que aún persiste, basando su edición de ese año en los cinco mejores manuscritos existentes.